# Йоханета Антоанета Юлиана фон Саксония-Айзенах
Йоханета (Йохана) Антоанета Юлиана фон Саксония-Айзенах (на немски: Joanetta Antoinette von Sachsen-Eisenach; Johanna Antonieta Juliana; * 31 януари 1698 в Йена; † 13 април 1726 в дворец Даме в Даме) от ернестинските Ветини е принцеса на Саксония-Айзенах и чрез женитба принцеса на херцогстцо Саксония-Вайсенфелс.
Тя е най-възрастната дъщеря на херцог Йохан Вилхелм фон Саксония-Айзенах (1666 – 1729) и втората му съпруга маркграфиня Христина Юлиана фон Баден-Дурлах (1678 – 1707), дъщеря на принцрегент Карл Густав фон Баден-Дурлах.
 Тя е кръстена на баба си по бащина линия Йоханета фон Сайн-Витгенщайн (1632 – 1701).
По-малката ѝ сестра е Каролина Христина (1699 – 1743). По-големият ѝ полубрат е херцог Вилхелм Хайнрих (1691 – 1741).
Йоханета се омъжва на 9 май 1721 г. в Айзенах за херцог Йохан Адолф II фон Саксония-Вайсенфелс (1685 – 1746) от рода на Албертинските Ветини, най-малкият син на херцог Йохан Адолф I фон Саксония-Вайсенфелс (1649 – 1697) и първата му съпруга Йохана Магдалена (1656 – 1686). Те имат един син:
- Фридрих Йохан Адолф (* 26 май 1722 в Даме; † 10 август 1724 в Даме), наследствен принц

Йоханета умира на 13 април 1726 г. на 28 години в дворец Даме и е погребана в оловен саркофаг в дворцовата църква на дворец Ной-Августусбург във Вайсенфелс.
Нейният съпруг Йохан Адолф II се жени втори път на 27 ноември 1734 г. за принцеса Фридерика фон Саксония-Гота-Алтенбург (1715 – 1775).